# Elastičnost (ekonomija)
U ekonomiji, elastičnost mjeri postotnu promjenu jedne ekonomske varijable kao odgovor na promjenu druge. Ako je cjenovna elastičnost potražnje za robom -2, povećanje cijene od 10% uzrokuje pad tražene količine za 20%.

## Uvod
Kao jedan od najvažnijih pojmova u neoklasičnoj ekonomskoj teoriji, elastičnost pomaže u razumijevanju različitih ekonomskih pojmova. Na primjer: učestalost neizravnog oporezivanja, marginalni koncepti koji se odnose na teoriju poduzeća, raspodjelu bogatstva i različite vrste dobara koje se odnose na teoriju potrošačkog izbora. Elastičnost je također presudna u svakoj raspravi o raspodjeli dobrobiti, posebno potrošačevom višku, proizvođačevom višku ili državnom višku.
Zbog svog sastavnog dijela u ekonomiji i pokrivenosti kroz mnoge ekonomske teorije, postoji nekoliko glavnih vrsta elastičnosti. To uključuje cjenovnu elastičnost potražnje, cjenovnu elastičnost ponude, elastičnost potražnje prema prihodu, elastičnost supstitucije između faktora proizvodnje, međucjenovnu elastičnost potražnje i elastičnost međuvremenske supstitute.
Unakrsna elastičnost potražnje mjeri osjetljivost između tražene količine u jednom dobru kada dođe do promjene cijene u drugom dobru. Kao uobičajena elastičnost, slijedi formulu sličnu cjenovnoj elastičnosti potražnje. Stoga se za izračun postotne promjene količine prvog dobra dijeli s postotnom promjenom cijene drugog dobra. Povezana dobra koja se mogu koristiti za određivanje osjetljivosti može biti komplementi ili supstituti. Utvrđivanje visoke unakrsne elastičnosti potražnje može ukazivati na to da su supstituti i da mogu imati slične karakteristike. Ako je negativan, dobra su vjerojatno komplementi.
U mikroekonomiji, elastičnost i nagib uvijek se smatraju dvama blisko povezanim konceptima. Za elastičnost cijene, odnos između dviju varijabli na osi x i osi y može se dobiti analizom linearnog nagiba krivulje potražnje ili ponude ili tangente na točku na krivulji. Kad je tangenta ravne linije ili krivulje strmija, elastičnost cijene (potražnja ili ponuda) je manja; kada je tangenta ravne linije ili krivulje ravnija, cijena (potražnja ili ponuda) je više elastična.
Prednost elastičnosti je što je omjer bez jedinica, neovisan o vrsti veličina koje se mijenjaju. Elastična varijabla (s apsolutnom vrijednošću elastičnosti većom od 1) reagira više nego proporcionalno na promjene drugih varijabli. Također, jedinično elastična varijabla (s apsolutnom vrijednošću elastičnosti jednakom 1) proporcionalno reagira na promjene u drugim varijablama. Nasuprot tome, neelastična varijabla (s apsolutnom vrijednošću elastičnosti manjom od 1) mijenja se manje nego proporcionalno kao odgovor na promjene u drugim varijablama. Varijabla može imati različite vrijednosti elastičnosti na različitim početnim točkama. Na primjer, za dobavljače robe, količina dobara koju isporučuju proizvođači mogla bi biti elastična po niskim cijenama, ali neelastična po višim cijenama, tako da bi ona koja proizlazi iz početno niske cijene mogla dovesti do više nego proporcionalnog povećanja količine isporučeno. Nasuprot tome, nastanak prvotno visoke cijene mogao bi dovesti do manje od proporcionalnog povećanja isporučene količine.
U empirijskom radu elastičnost je procijenjeni koeficijent u jednadžbi linearne regresije gdje su i ovisna varijabla i neovisna varijabla u prirodnim zapisima. Elastičnost je popularan alat među empiristima jer je neovisna o jedinicama i time pojednostavljuje analizu podataka.
Koncept cjenovne elastičnosti prvi je put naveden u neformalnom obliku u knjizi Principles of Economics koju je objavio autor Alfred Marshall 1890. godine. Nepobitno je da je Antoine Augustin Cournot izrazio neke pionirske stavove o konceptu cjenovne elastičnosti. Osim toga, veliku studiju cjenovne elastičnosti ponude i cjenovne elastičnosti potražnje za američkim proizvodima poduzeli su Joshua Levy i Trevor Pollock krajem 1960-ih.

## Definicija
Visoka elastičnost ukazuje na visoku osjetljivost jedne varijable na drugu. X-elastičnost od y mjeri odgovor y na promjenu razlomka u x, što se može napisati kao
x-elastičnost od y: {\displaystyle \varepsilon ={\frac {\partial y/y}{\partial x/x}}}
U ekonomiji, česte elastičnosti (cjenovna elastičnost potražnje, cjenovna elastičnost ponude i unakrsna elastičnost cijena) imaju isti oblik:
P-elastičnost od Q: {\displaystyle \varepsilon ={\frac {\partial Q/Q}{\partial P/P}}} ako je kontinuirana, ili {\displaystyle \varepsilon ={\frac {\frac {Q_{2}-Q_{1}}{Q_{1}}}{\frac {P_{2}-P_{1}}{P_{1}}}}={\frac {\%\ {\mbox{promjena u količini Q}}}{\%\ {\mbox{promjena u cijeni P}}}}} ako je diskretna.
| {\displaystyle \|\varepsilon \|>1} | elastičan           | Q se mijenja više od P  |
| {\displaystyle \|\varepsilon \|=1} | jedinično elastična | Q se mijenja kao P      |
| {\displaystyle \|\varepsilon \|<1} | neelastičan         | Q se mijenja manje od P |

Pretpostavimo da će cijene porasti za 1%. Ako je elastičnost ponude 0,5, količina raste za 0,5%; ako je 1, količina se povećava za 1%; ako je 2, količina se povećava za 2%.
Posebni slučajevi:
Savršeno elastična: {\displaystyle \varepsilon \rightarrow \infty } ; količina ima beskonačan odgovor čak i na malu promjenu cijene.
Savršeno neelastično: {\displaystyle \varepsilon =0} ; količina uopće ne reagira na promjenu cijene.
Prihodi prodavatelja (ili, alternativno, izdaci potrošača) maksimizirani su kada {\displaystyle \varepsilon =-1} (jedinična elastičnost) jer se u tom trenutku promjena cijene točno poništava odzivom količine, ostavljajući {\displaystyle PQ} nepromijenjenim. Kako bi povećala prihod, tvrtka mora:
Relativno elastična potražnja: povećati cijenu ako je potražnja neelastična: {\displaystyle |\varepsilon |<1}
smanjiti cijenu ako je potražnja elastična: {\displaystyle |\varepsilon |>1}

Elastičnost potražnje različita je na različitim točkama krivulje potražnje, pa će za većinu funkcija potražnje, uključujući linearnu potražnju, tvrtka koja slijedi ovaj savjet pronaći cijenu po kojoj {\displaystyle |\varepsilon |=1} a daljnje promjene cijena smanjile bi prihod. (To ne vrijedi za neke teorijske funkcije potražnje: {\displaystyle Q^{d}=3P^{-.5}} ima elastičnost -5 za bilo koju vrijednost od {\displaystyle P}, pa prihod raste beskonačno kako cijena raste do beskonačnosti iako se količina približava nuli.)
- savršena P-elastičnost od Q: Q se mijenja P = konstantna
- savršena P-neelastičnost od Q: P se mijenja Q = konstantna
- Konvencionalna krivulja potražnje (opadajući pravac), sa svojom elastičnosti
- Primjer krivulje potražnje s konstantnom elastičnosti
- Primjeri krivulja ponude s različitom elastičnosti
- Primjer nelinearne krivulje ponude sa njezinom elastičnosti

## Vrste elastičnosti
Napomenimo da sve linearne krivulje (pravci) koje prolaze kroz ishodište (bez obzira na njihov nagib) imaju jediničnu cjenovnu elastičnost.

### Cjenovna elastičnost potražnje
Vidi još: Cjenovna elastičnost potražnje
Osnovna formula za cjenovnu elastičnost potražnje
Ed={\displaystyle {\bigtriangleup \%qd \over \bigtriangleup \%p}}
Elastičnost potražnje cijena mjeri osjetljivost potražnje na cijenu. Dakle, mjeri postotnu promjenu potražnje kao odgovor na promjenu cijene. Točnije, daje postotnu promjenu tražene količine kao odgovor na promjenu cijene od jedan posto (ceteris paribus, tj. držeći konstantno sve ostale odrednice potražnje, poput prihoda). Izražavajući to matematički, cjenovna elastičnost potražnje izračunava se dijeljenjem postotne promjene tražene količine s postotnom promjenom cijene.

### Cjenovna elastičnost ponude
Elastičnost ponude u cijeni mjeri kako se količina dobra koju dobavljač želi isporučiti mijenja kao odgovor na promjenu cijene. Na način analogan cjenovnoj elastičnosti potražnje, bilježi opseg horizontalnog kretanja duž krivulje ponude u odnosu na opseg okomitog kretanja. Ako je elastičnost ponude jednaka nuli, ponuda dobara je "potpuno neelastična", a isporučena količina je fiksna. Izračunava se dijeljenjem postotne promjene količine isporučene s postotnom promjenom cijene.
Es={\displaystyle {\%\bigtriangleup Q \over \%\bigtriangleup P}=}{\displaystyle \left({\frac {\left({\frac {Q_{2}-Q_{1}}{(Q_{2}+Q_{1})/2}}\right)}{\left({\frac {P_{2}-P_{1}}{(P_{2}+P_{1})/2}}\right)}}\right)}
Ako je elastičnost veća od 1 funkcija ponude će biti konkavna, a ako je manja od 1 bit će konveksna. Ako je jednaka 1 bit će pravac kroz ishodište.

### Dohodovna elastičnost potražnje
Dohodovna elastičnost potražnje mjera je koja se koristi za prikazivanje reakcije količine koja se traži od robe ili usluge na promjenu prihoda potrošača. Matematički se izračunava dijeljenjem postotne promjene tražene količine s postotnom promjenom prihoda. Općenito, veći prihod povećat će potražnju jer će potrošači biti spremni potrošiti više.

### Unakrsna elastičnost potražnje
Unakrsna ili križna elastičnost potražnje mjeri osjetljivost između tražene količine u jednom dobru kada dođe do promjene cijene u drugom dobru. Kao uobičajena elastičnost, slijedi formulu sličnu cjenovnoj elastičnosti potražnje. Stoga se za izračun postotne promjene količine prvog dobra dijeli s postotnom promjenom cijene drugog dobra. Povezano dobro koje se može koristiti za određivanje osjetljivosti može biti komplement ili supstitut. Utvrđivanje visoke unakrsne elastičnosti potražnje između roba može ukazivati na to da su vjerojatno supstituti i da mogu imati slične karakteristike. Ako je ta elastičnost negativna, robe će vjerojatno biti komplementi.
Ea,b{\displaystyle ={\frac {P_{1}a+P_{2}a}{Q_{1}b+Q_{2}b}}*{\frac {Q_{2}b-Q_{1}b}{P_{2}a-P_{2}b}}}
Primjeri unakrsna elastičnosti potražnje u stvarnom svijetu:
| Proizvod koji istražujemo | Uspoređivani proizvod | Elastičnost cijene |
| Američka domaća tuna      | Uvožena tuna          | 0,45               |
| Američka domaća tuna      | Kruh                  | -0,33              |
| Američka domaća tuna      | Mljeveno meso         | 0,3                |
| Pivo                      | Vino                  | 0,2                |
| Pivo                      | Gazirana pića         | 0,3                |
| Tranzit                   | Automobili            | 0,85               |
| Prijevoz                  | Rekreacija            | -0,05              |
| Hrana                     | Rekreacija            | 0,15               |
| Odjeća                    | Hrana                 | -0,18              |

### Elastičnost razmjera
Elastičnost razmjera ili elastičnost outputa mjeri postotak promjene u proizvodnji izazvan kolektivnom postotnom promjenom u upotrebi svih ulaza. Rečeno je da proizvodna funkcija ili proces pokazuje stalne povrate razmjera ako postotna promjena u inputu rezultira jednakim postotkom u izlaznim vrijednostima (elastičnost jednaka 1). Pokazuje sve veće povrate razmjera ako postotna promjena inputa rezultira većom postotnom promjenom outputa (elastičnost veća od 1). Analogna je definicija smanjenja povrata razmjera.

### Elastičnost supstitucije inputa
Elastičnost supstitucije inputa je mjera lakoće supstitucije jednog inputa drugim, za konveksne izokvante je u rasponu od 0 do beskonačnosti.
Formula elastičnost supstitucije inputa: {\displaystyle \sigma =\left({\frac {\left({\frac {MP_{L}}{MP_{K}}}\right)}{\left({\frac {L}{K}}\right)}}\right)*{d\left({\frac {K}{L}}\right) \over d\left({\frac {MP_{L}}{MP_{K}}}\right)}}
-veći σ označava veću lakoću zamjenjivosti dvaju inputa
- σ=0 inputi su nesavršeni supstituti te se moraju upotrijebiti u fiksnoj proporciji
- σ=beskonačno,inputi su savršeni supstituti

## Faktori koji utječu na elastičnost
Postoje različiti faktori i štete koji mogu utjecati na elastičnost, a ti se čimbenici razlikuju po vrstama elastičnosti.

### Faktori koji utječu na cjenovnu elastičnost potražnje
Ako proizvod ima različite dostupne supstitute koji postoje na tržištu, vjerojatno će biti elastičan. Ako proizvod ima konkurentan proizvod po nižoj cijeni na tržištu na kojem dijeli mnoge karakteristike, vjerojatno bi potrošači kupovali od jeftiniji supstitut. Dakle, da postoji mnogo supstituta na tržištu, potrošač bi imao više izbora, a elastičnost potražnje bila bi veća (elastična). Nasuprot tome, ako postoji malo supstitut na tržištu, potrošači tada imaju manje izbora i nema gotovo nikakvih supstitut, što znači da bi elastičnost potražnje bila niža (neelastična).
Ako je proizvod nužan za opstanak ili svakodnevni život potrošača, vjerojatno će biti neelastičan. To je zbog činjenice da ako je proizvod toliko bitan za svakodnevni život potrošača, promjena cijene vjerojatno neće utjecati na njegovu potražnju.
Ako cijena proizvoda raste i ima malo dostupnih supstituta, vjerojatno je da će potrošač i dalje plaćati ovu višu cijenu. Činjenica da potrošaču kratkotrajno treba dobro znači da će vjerojatno nastaviti s kupnjom bez obzira na dugoročno. To pokazuje neelastičnost potražnje, jer čak i ako postoji veliko povećanje cijene proizvoda, nema smanjenja potražnje. Međutim, ako si potrošač ne može priuštiti novu cijenu proizvoda, vjerojatno bi morali naučiti živjeti bez nje, što bi cijenu dugoročno učinilo elastičnom.

### Faktori koji utječu na cjenovnu elastičnost ponude
Kao i cjenovna elastičnost potražnje, vrijeme također utječe na cjenovnu elastičnost ponude. No, i drugi različiti faktori utječu na to, poput: kapaciteta, dostupnosti sirovina, fleksibilnosti i broja konkurenata na tržištu. No, vremenski je horizont vjerojatno najutjecajnija šteta cjenovnoj elastičnosti ponude.
Što je duže vremensko razdoblje, kupci robe lakše odabiru alternativne proizvode (supstitute). Nadalje, kako vrijeme dobavljačima odgovara na povećanje cijena, određena promjena cijena imat će značajniji utjecaj na ponudu. Međutim, dobavljači također mogu zaposliti više prekovremenog rada, prikupiti više sredstava, izgraditi više novih tvornica za proširenje proizvodnih kapaciteta i na kraju povećati ponudu. Općenito, dugoročna je ponuda elastičnija od kratkotrajne jer proizvođačima treba neko vrijeme da prilagode svoju sposobnost prilagodbe promjenama potražnje.

#### Determinante cjenovne elastičnosti ponude
- karakteristike proizvodne tehnologije
- sposobnost proizvodnje alternativnih dobara (supstituta)
- visina viška kapaciteta u industriji
- vrijeme potrebno za prilagodbu

## Primjene
Koncept elastičnosti ima širok raspon primjena u ekonomiji. Razumijevanje elastičnosti temeljno je u razumijevanju odgovora ponude i potražnje na tržištu.
Elastičnost je također relevantan pojam za poduzeća i vlade. Za poduzeća, elastičnost je relevantna u izračunu promjene cijena robe i njenog odnosa s prihodom.
Koncept je također relevantan za vlade kroz provedbu oporezivanja. Kad vlada želi povećati poreze na robu, može upotrijebiti elastičnost da procijeni hoće li povećanje porezne stope biti od koristi. Često će se potražnja za robom značajno smanjiti kada vlada poveća porez na nju. Iako povećanje poreza na neelastična dobra neće utjecati na njihovu potražnju, može utjecati na robu koja je elastična. Osim oporezivanja, elastičnost također može pomoći u analizi potrebe za državnom intervencijom.
Za robu koja je toliko neophodna kao životna potreba, vlada mora osigurati da je dostupna većini potrošača. Kroz postavljanje cijenovnih stropova i cijenovnih podova, vlada intervenira osiguravajući da su ovi proizvodi su u razumnoj mjeri dostupni.
Kako je izjavio britanski politički ekonomist David Ricardo, porez na luksuznu robu ima određene prednosti u odnosu na porez na potrepštine. Obično se plaćaju iz prihoda i stoga neće umanjiti proizvodni kapital zemlje. Na primjer, kada cijena vinskih proizvoda poraste zbog povećanih poreza, potrošači mogu odustati od pijenja vina.
Druge uobičajene uporabe elastičnosti uključuju:
- Analiza incidencije poreznog opterećenja i druge državne politike.
- Dohodovna elastičnost potražnje, koja se koristi kao pokazatelj zdravlja industrije, budućih obrazaca potrošnje i kao vodič za odluke poduzeća o ulaganju.
- Učinak međunarodne trgovine i uvjeti trgovine.
- Analiza ponašanja potrošnje i štednje.
- Analiza oglašavanja o potrošačkoj potražnji za određenom robom.

## Varijante
U nekim slučajevima umjesto toga se koristi diskretna (ne beskonačno mala) kutna elastičnost. U drugim slučajevima, kao što je promijenjeno trajanje trgovanja obveznicama, postotna promjena outputa dijeli se s jediničnom (ne postotnom) promjenom inputa, dajući umjesto toga poluelastičnost.